# 縷紅新草
『縷紅新草』（るこうしんそう）は、泉鏡花の短編小説。鏡花の最後の作品で、1939年（昭和14年）の『中央公論』7月号に掲載された。久しぶりに故郷・金沢に帰郷し墓参りをする初老の主人公「辻町糸七」に、自身の思いを仮託しながら、病苦をおして執筆した幽玄的な作品である。この作品を発表した2か月後の9月7日に鏡花はこの世を去った。

## あらすじ
初老の辻町糸七は、何十年かぶりに訪れた故郷の金沢の燈籠寺で、妖艶な三十路の女・お米と一緒に墓参りに来ていた。お米は、辻町の従姉・お京の娘（姪）で、お京は一昨年亡くなった。お米は叔父の辻町が手にしている昼提灯を「持ちましょう」と気遣いつつ、「おじさんが、むかし心中をしようとした、婦人のかた」の墓参りなのでしょう？ と言い、辻町が他にも或る女性の墓に昼提灯を供えたい気持があるのを察し率直に訊ねる。
それは心中未遂といった事件ではなかった。20歳だった30年前の花の盛りのある夜、辻町は貧苦のために千羽ヶ淵に身投げしようとしたことがあった。辻町は結局、死ねなかった。だが、その時刻とほぼ同じ時、本当に身投げをして死んだ20歳の美しい娘があった。娘は初路という名で、もとは千五百石のお邸のお姫様だったが、廃藩以来お邸が退転し両親も亡くなったため遠縁に引き取られ、ハンカチに刺繍を施す女工となった。
初路の刺繍の腕前は一流で、初路自身が考案した2匹の赤蜻蛉の図案も輸出先の外国で大評判となり、注文が殺到した。しかし、容姿も美しく仕事も上手な初路は周囲から妬まれて、初路の図案の赤蜻蛉を中傷するいじめを受けた。初路はそのいじめを苦に、千羽ヶ淵で入水自殺したのだった。
辻町とお米は、お京の墓参りをした後、30年前に亡くなった初路の墓参りをしようとすると、男達が蜻蛉の幽霊が出た、と慌てふためいていた。辻町とお米が初路の墓のある場所にいくと、荒縄でがんじがらめに縛られている石塔（碑）が無残に転がっていた。お米は自分の来ていた羽織を石塔に掛けた。その後に縄は切られ、下山する辻町とお米の前に、蜻蛉が現われ、お米は膝をついて手を合わせた。裏山の風が一通り、赤蜻蛉がそっと動いて、遠景に女の影が……2人見えた。

## 評価・研究
泉鏡花が亡くなる2か月前に発表されたこの作品は、鏡花の故郷の金沢が舞台となっており、自身の死を予期していた鏡花が病床で故郷に思いを馳せ、脳裡に蘇る金沢の風光を視覚的に叙述している趣になっている。亡き従姉の「お京」は、鏡花の従姉でもあり恋人でもあった目細家の「てる子」のことである。
作品評価としては、小林秀雄は、「言葉といふものを扱ふ比類のない作品」だと賞揚している。
三島由紀夫は「あんな無意味な美しい透明な詩をこの世に残して死んでいった鏡花と、癌の日記を残して死んだ高見順さんと比べると、作家というもののなんたる違い！ もう『縷紅新草』は神仙の作品だと感じてもいいくらいの傑作だと思う」と評し、「すばらしい作品、天使的作品！」と賞讃している。
また、鏡花の一生の作品はこうした「淡い美しい白昼夢」にすぎなかったかもしれないが、その「白昼夢が現実よりも永く生きのこる」意味を考える時、世阿弥が『風姿花伝』で理想とした真の花を思い出すとしている。
野口武彦は、主人公の辻町糸七が30年前に死のうとした時間、同じ場所で偶然自殺していた同年齢の娘・初路は、作家である鏡花自身が現実を生きのびるため、身代り的にそれまでさんざん作品の中で死なせてきた作中人物を現したものであり、初路に対する辻町の罪障感は、鏡花自身の贖罪的な思いが込められているものではないかと考察している。

## 収録刊行本
- 『薄紅梅』（中央公論社、1939年10月）
  - 収録作品：「薄紅梅」「雪柳」「縷紅新草」
- 『薄紅梅』（中公文庫、1993年2月）
  - 収録作品：「薄紅梅」「雪柳」「縷紅新草」
- 『泉鏡花集成 9』（ちくま文庫、1996年6月）
  - 収録作品：「灯明之巻」「神鷺之巻」「開扉一妖帖」「三枚続」「式部小路」「雪柳」「縷紅新草」